# 26357 Laguerre
26357 Laguerre este un asteroid din centura principală de asteroizi.

## Descriere
26357 Laguerre este un asteroid din centura principală de asteroizi. A fost descoperit pe 27 decembrie 1998 la Prescott (Arizona) de Paul G. Comba. Asteroidul prezintă o orbită caracterizată de o semiaxă mare de 2,62 ua, o excentricitate de 0,19 și o înclinație de 11,7° în raport cu ecliptica.